# Токов трансформатор
Токовият трансформатор (ТТ) служи за измерване на променлив ток с големи стойности. Заедно с напреженовия трансформатор те спадат към класа на измервателните трансформатори. Токовите трансформатори намират приложение във вериги, където токът е твърде голям за директни измервания с амперметри. Чрез него измерваният ток от мрежата се преобразува в такъв с пропорционално по-малка стойност и по този начин се извършва определяне на тока във веригата със стандартни измервателни апарати. Токовият трансформатор също така галванично отделя измервателната апаратура от евентуално високо напрежение в измерваната верига. Токовите трансформатори намират приложение основно за измерване на тока в елекротоенергийните системи и в релейните им защити.

## Конструкция
Като всеки друг трансформатор, токовият има първична намотка, магнитопровод и вторична намотка. Първичната намотка може да е изпълнена във вид на макара, навита около магнитопровода, така и във вид на шина. В някои конструкции въобще не е предвидена встроена (вградена) първична намотка; първичната намотка се изпълнява от потребителя, като прекарва проводника през специален прозорец. Намотките и магнитопроводът се затварят в корпус за изолация и предпазване на намотките. В някои съвременни конструкции на ТТ магнитопроводът се изработва от нанокристални (аморфни) сплави, за да се постигне разширяване на диапазона, в който трансформаторът работи в класа си на точност. Променливият ток създава променливо магнитно поле в магнитопровода, което индуктира променлив ток във вторичната намотка. Важно при изпълнението на ТТ е токът на измервания обект да е линейно пропорционален на този във вторичната намотка за правилно измерване.
Формите и размерите на ТТ се различават в зависимост от производителя или предпочитанията на крайния потребител. ТТ за ниско напрежение основно са с пръстеновидна форма. ТТ за високо напрежение са монтирани върху порцеланови изолатори с цел осигуряване на изолацията им от земята.
Токовите трансформатори може да се монтират от страната с високо или ниско напрежение на силовия трансформатор. При монтажа понякога някои секции от шините са поставени така, че да бъдат лесно демонтирани с цел включване или премахане на измервателни токови трансформатори.
Високоволтовите ТТ може да имат няколко ядра, така че всяко да има вторична намотка за различни цели (измервателни вериги, контрол, защита).

## Измерване и грешки
Токовите трансформатори намират широко приложение за следенето на тока в електропреносната мрежа. При измерване първичната намотка се свързва последователно във веригата, по начина, по който се свързва амперметърът за измерване силата на електрическия ток. Във вторичната верига на трансформатора се включва токовата верига на измервателния уред.
ТТ обикновено се описват със съотношението на тока на първичната към вторичната страна. Вторичната верига е стандартизирана за 1 или 5 A ток. Например, ако ТТ е със съотношение 4000:5, това означава, че 4000 A на първичната страна ще отговарят на 5 A, измерени на вторичната страна.
При измерване чрез токов трансформатор, резултатите съдържат:
- грешка по ток, която се изразява с разликата {\displaystyle \Delta I=I_{2}-I_{1}^{'}}, където {\displaystyle I_{2}} е действителният вторичен ток, {\displaystyle I_{1}^{'}=I_{1}/n} е приведеният първичен ток, {\displaystyle I_{1}} е първичният ток, {\displaystyle n} е коефициентът на трансформатора на ток;
- грешка по ъгъл, която отразява разликата {\displaystyle \delta =\alpha _{1}-\alpha _{2}}, където {\displaystyle \alpha _{1}} е теоретичният ъгъл на отместването на фазите между първичния и вторичния токове ({\displaystyle \alpha _{1}} = 180°), {\displaystyle \alpha _{2}} е действителният ъгъл между първичния и вторичния токове.
- Обща грешка{\displaystyle \varepsilon =100/I1*\surd ((1/T)\int _{0}^{T}*(Kn*I2-I1)^{2}*dt)}

Съгласно международния стандарт на IEC 60044 – 01 трансформаторите на ток трябва да остават в класа си на точност при протичане през първичната намотка на ток от 0,2 до 200% от номиналния, което обикновено се постига, като магнитопроводът се изработва от нанокристални сплави.

## Класове на точност
Класовете на точност на токовите трансформатори са 0,1; 0,2; 0,5; 1; 3; 5; 10; 5 p 10 p. За търговски измервания се използват по-високите класове на точност (0,1 – 1), докато за управление на релейната защита се използват по-ниските класове (следят се само много големите токове).

## Особености при използване и безопасност
Важно е при експлоатация вторичната верига да не се оставя отворена, докато през първичната тече ток. При прекъсване на вторичната верига, основният магнитен поток се увеличава рязко поради липса на магнитно противодействие и това води до създаването на високо напрежение от порядъка на няколко киловолта на изводите на вторичната верига. Това е авариен режим за токовия трансформатор и на апаратурата и опасно за обслужващия оператор. Рязкото повишаване на потока и магнитната индукция в магнитопровода, както и прегряването на трансформатора, водят до грешки при измерването с токовия трансформатор. Възможен е и пробив в изолацията и късо съединения на намотките. Пренапрежението създава и условия за възникване на електрическа дъга.
Всеки токов трансформатор има определена номинална мощност, която определя каква измервателна апаратура може да се включи на вторичната му намотка. В противен случай грешката може да превиши класа на точност.

## Видове токови трансформатори
- Електромагнитни -
- Оптикоелектронни – използват оптичен сензор на Фарадей. Тези трансформатори могат да измерват и постоянни токове.
- ТТ с датчик на ХОЛ.